# スヴェルドロフスク鉄道支社
スヴェルドロフスク鉄道支社（ロシア語: Свердловская железная дорога）は、ロシア鉄道公開株式会社の支社（Филиал ОАО «РЖД»）の一つであり、1878年に創設された。沿ヴォルガ連邦管区に属するペルミ地方、ウラル連邦管区に属するスヴェルドロフスク州、チュメニ州、ハンティ・マンシ自治管区・ユグラ、ヤマロ・ネネツ自治管区(チュム-ラブイトナンギ線を除く)のロシア鉄道線を管轄する。本部はエカテリンブルクに設置されているが、支社名はソ連時代の同市の名称であった「スヴェルドロフスク」のままである。

## 歴史
同支社管内はシベリア鉄道のヨーロッパ－極東間を連絡する区間で、ロシア鉄道で最も運行本数の多い区間の一つでもある。1978年にウラル鉱山鉄道（ペルミ－エカテリンブルク）として開業した私鉄線を発祥とする。1887年の国有化で1888年にウラル鉄道局となったのち、1896年のエカテリンブルク－チェリャビンスク支線開業でシベリア鉄道と接続し、既設のロシア帝国運輸通信省線とつながった。ウラル鉄道局は1897年にペルミ－チュメニ鉄道局と改称したのち、1900年にペルミ－コトラス鉄道を編入してペルミ鉄道局と改称した。
1913年、チュメニ－オムスク鉄道の開業に伴い、ペルミ鉄道局はオムスク鉄道局に編入された。十月革命後の1919年、西ウラル鉄道、北東ウラル鉄道、オムスク鉄道の一部などがペルミ鉄道局として分離したのち、さらに同局からエカテリンブルク鉄道局（1924年、スヴェルドロフスク鉄道局に改称）が分離。その後のたび重なる管理組織の再編を経て、1953年、ペルミとスヴェルドロフスクの両局がスヴェルドロフスク鉄道局として再統合され、現在の形となった。
サレハルド-イガルカ鉄道を運営するヤマル鉄道は2003年に設立され、スヴェルドロフスク鉄道支社とガスプロムが共同で出資している。北シベリアの天然ガスの輸送が主な役割である。アレクサンドル・ミシャーリンが長期にわたり勤めていた会社でもある。

## 路線
- シベリア鉄道：チェプツァ駅 - ペルミII駅 - エカテリンブルク駅 - ナズィヴァエフスカヤ駅
- サレハルド・イガルカ鉄道

## 参照
1. ↑  本格化するヤマルLNGプロジェクト